# Desmod
DESmod is een Slowaakse rockformatie uit Nitra ontstaan in 1996. Het is een van de populairste bands uit Slowakije van dit moment. De groep heeft meerdere prijzen in de wacht gesleept. De naam DESmod komt van Desmodus Rotundus, een vampiervleermuissoort. De groep zingt bijna uitsluitend in het Slowaaks. In 2008 bracht DESmod een dubbel-cd uit van hun muziek van de afgelopen 10 jaar. Op de tweede cd staan een aantal Engelse versies van oude nummers.

## Bandleden
- Mário 'Kuly' Kollár - zang
- Dušan Minka - basgitaar
- Rišo Synčák - gitaar
- Rišo Nagy - gitaar
- Ján Škorec - drums

## Discografie

### Studioalbums
- 001 (2000)
- Mám chuť... (2001)
- Derylov svet (2003)
- Skupinová terapia (2004)
- Uhol pohľadu (2006)
- Kyvadlo (2007)
- Best of Desmod: Dekáda 98-08 (2008)
- Vitajte na konci sveta (2010)
- Iný rozmer (2011)

### Livealbum
- Symphomusiq Tour (2009)

### Dvd's
- Live in Garage (2007)
- Symphomusiq Tour (2009)